# دماغه کانن
دماغه کانن (در زبان دانمارکی: Kap Cannon) یک دماغه در دریای لینکلن، اقیانوس منجمد شمالی، گرینلند شمالی است. از نظر اداری، این دماغه بخشی از پارک ملی شمال شرق گرینلند محسوب می‌شود.
این دماغه توسط رابرت پیری به افتخار هنری دبلیو کانن، یکی از اعضای باشگاه قطب شمال پری در نیویورک نام‌گذاری شده است.

## جغرافیا
دماغه کانن در انتهای شمالی سرزمین گرترود راسک، سرزمین پیری واقع شده است. آبدرهٔ بندیکت در غرب این دماغه قرار دارد و دهانه آن بین دماغه کانن و دماغه واشینگتن واقع شده است.
یخچالی که درست در شرق این دماغه قرار دارد، تنها یخچال این منطقه است که کوه یخ تولید می‌کند. حدود ۱۰ کیلومتر (۶٫۲ مایل) به سمت شرق، یک آبدره بی‌نام قرار دارد که دهانه آن در غرب دماغه کریستین چهارم واقع شده است.